# Bistum Lins
Das Bistum Lins (lateinisch Dioecesis Linensis, portugiesisch Diocese de Lins) ist eine in Brasilien gelegene römisch-katholische Diözese mit Sitz in Lins im Bundesstaat São Paulo.

## Geschichte

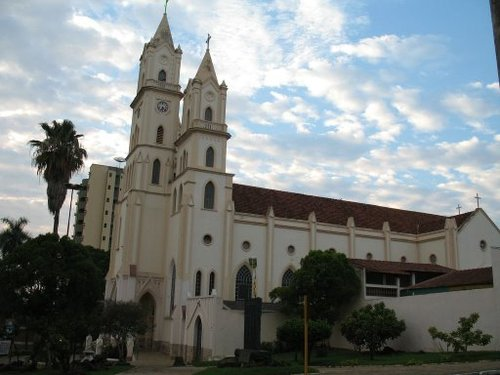
Kathedrale Santo Antônio in Lins

Das Bistum Lins wurde am 21. Juni 1926 durch Papst Pius XI. mit der Apostolischen Konstitution Ea est in praesenti aus Gebietsabtretungen des Bistums Botucatu als Bistum Cafelândia errichtet und dem Erzbistum São Paulo als Suffraganbistum unterstellt.
Am 27. Mai 1950 wurde das Bistum Cafelândia in Bistum Lins umbenannt. Das Bistum Lins gab am 16. Februar 1952 Teile seines Territoriums zur Gründung des Bistums Marília ab. Am 19. April 1958 wurde das Bistum Lins dem Erzbistum Botucatu als Suffraganbistum unterstellt. Das Bistum Lins gab am 15. Februar 1964 Teile seines Territoriums zur Gründung des Bistums Bauru ab. Eine weitere Gebietsabtretung erfolgte am 23. März 1994 zur Gründung des Bistums Araçatuba.

## Ordinarien

### Bischöfe von Cafelândia
- Ático Eusébio da Rocha, 1928–1935, dann Erzbischof von Curitiba
- Henrique César Fernandes Mourão SDB, 1935–1945
- Henrique Gelain, 1948–1950

### Bischöfe von Lins
- Henrique Gelain, 1950–1964, dann Bischof von Vacaria
- Pedro Paulo Koop MSC, 1964–1980
- Luiz Colussi, 1980–1983, dann Bischof von Caçador
- Walter Bini SDB, 1984–1987
- Irineu Danelón SDB, 1987–2015
- Francisco Carlos da Silva, 2015–2024, dann Bischof von Jaú
- João Gilberto de Moura, seit 2024